# Nola Rae
Nola Rae (Sydney, 1949) és una actriu, mim i pallassa anglesa. És considerada una de les artistes renovadores del món del clown a Europa.

## Trajectòria
Va néixer a Austràlia i va començar a ballar als 4 anys. Quan la família de Rae es va traslladar a Londres el 1963, va accedir a la Royal Ballet School amb setze anys i va iniciar una breu carrera de ballarina professional arribant a ser primera ballarina al ballet de Malmö. Poc després va començar el seu camí com a mim i pallassa, traslladant-se a París per a estudiar amb Marcel Marceau.
Va ser la fundadora de la companyia francesa International Research Troupe Kiss, cofundadora de la companyia itinerant de pallassos Friends Roadshow, amb Jango Edwards, i membre de la Bristol Old Vic Company. El 1974, va crear el London Mime Theatre juntament amb el dissenyador, Matthew Ridout, i va ser una de les creadores del London Internacional Mime Festival, amb Joseph Seelig.
Rae va estrenar el seu primer espectacle en solitari el 1975 a Le Festival du Monde', celebrat a Nancy. Des de llavors ha creat nombroses obres que l'han portat per teatres i festivals de tot el món. L'estil que l'ha fet coneguda al món del clown barreja el mim, el pallasso, els titelles i la dansa.
Entre les obres que ha dirigit, es troben La casa de Bernarda Alba o Penélope de la pallassa catalana Pepa Plana. El 2017, va ser la convidada especial del Festival Internacional de Pallasses del Circ Cric.

## Espectacles destacats
- Shakespeare the Works
- Midsummer Night’s Dream
- Elizabeth’s Last Stand
- And the Ship Sailed On
- Mozart Preposteroso[12]
- Exit Napoleon Pursued by Rabbits[16]
- Home Made Shakespeare
- Nellie Pasta's Opera Cocktail